# D'Iberville (aviso)
Ne doit pas être confondu avec D'Iberville (aviso colonial).
Le D'Iberville est un aviso-torpilleur de la Marine nationale française, en service de 1894 à 1919. Il est baptisé du nom de Pierre Le Moyne d'Iberville, navigateur, commerçant, militaire et explorateur du Canada.

## Conception
C'est un navire de 925 tonnes pour 80 mètres. Lancé en 1893, il est armé d'une pièce de 100 mm en chasse, de trois pièces de 65 mm et six canons de 47 mm à tir rapide. Il dispose aussi, dès l'origine, de six tubes lance-torpilles, dont un d'étrave. 

Avec le Casabianca et le Cassini, il forme la classe D'Iberville.

## Service
Lancé en 1893, il est d'abord affecté en mer Méditerranée. En 1908, il est au Sénégal puis en Indochine.
Il se trouve à Poulo-Penang en 1914 pour réparer ses machines et assiste à l'attaque du port par le croiseur SMS Emden (1908) de la Marine impériale allemande.
Il sert en Méditerranée pendant la Première Guerre mondiale (Division de patrouilleurs algériens). Il est retiré du service en 1919, et démantelé en 1922.